# Lirceus megapodus
Lirceus megapodus és una espècie de crustaci isòpode pertanyent a la família dels asèl·lids.

## Hàbitat
Viu a l'aigua dolça.

## Distribució geogràfica
Es troba a Nord-amèrica: Missouri (els Estats Units).